# Super Metroid
Super Metroid (Japans: スーパーメトロイド Sūpā Metoroido) is het derde deel van de Metroid-serie. Het is ontwikkeld door Nintendo's en R&D1 team en is in 1994 uitgekomen voor de Super Nintendo Entertainment System.
Super Metroid is een tweedimensionaal sciencefiction platformspel met actie en avontuurlijke elementen. In het spel moet de speler "power-ups" verzamelen waarmee men obstakels kan overwinnen en zo in nieuwe gebieden kan komen.

## Verhaal
De rust is weer teruggekeerd voor Samus, een vrouwelijke premiejager. Zij is net terug van haar laatste missie, waarin ze alle Metroid's, kwaadaardige wezens, op een ruimteplaneet moest vernietigen. De laatste metroid was een larve die net was geboren. De larve deed Samus niks, want die dacht dat Samus haar moeder was. Samus besloot haar niet te vernietigen, maar de larve naar Ceres, een onderzoekstation in de ruimte, te brengen. Daar werd de metroid onderzocht.
De professoren waren er bijna achter dat de Metroid's krachten eigenlijk voor het goede zijn bedoeld, toen ineens een ruimtepiraat, Ridley, binnenkwam, en een compleet bloedbad op het station maakte. Vervolgens nam hij de metroid mee. Samus wordt gewaarschuwd, en moet zo snel mogelijk van het station ontsnappen. Ze besluit achter Ridley aan te gaan, om koste wat het kost de laatste Metroid terug in handen te krijgen. Dus ook weer terug naar Planet Zebes, waar het allemaal begonnen was.

## Gameplay

### Speciale technieken
Wall jumpDe walljump is een techniek waarmee Samus tegen de muur kan afzetten en zo hoger kan komen die ze met een gewone sprong niet kan bereiken. De walljump kan tussen twee muren worden gedaan, maar een gevorderde kan het ook met behulp van één muur. Samus leert de walljumptechniek van de Etecoons tijdens het spel. Maar het is al mogelijk om deze techniek vanaf het begin van het spel te gebruiken.
Moon walkEen wat minder gebruikte techniek van Super Metroid. Je moet het activeren in de "Special Settings Mode" voor het spelen. Het geeft de mogelijkheid om achteruit te lopen wanneer je je charge beam aan het opladen bent.
Crystal flashMet deze techniek is het mogelijk om je energie op te laden met behulp van je voorwerpen. Je moet 49 energie of minder hebben (en geen reserve tanks meer) en je moet minimaal 10 raketten, 10 superraketten en 11 superbommen hebben. Om de crystal flash te krijgen moet je een superbom leggen, op L,R, beneden en de schietknop tegelijk indrukken, en dan begint de crystal flash.
Charge BombMet deze techniek kan je een powerbom gebruiken om een aanval te versterken. Selecteer de charge beam, samen met één andere stralen (ice, wave, spazer of plasma) kies dan powerbom en laadt de charge beam op. De aanval gebeurt automatisch en kost één powerbom.
Semi-screw attackSamus kan een screw attack-aanval nadoen door een sprong te maken, wanneer ze haar charge beam heeft opgeladen. Dit doet schade aan de eerste vijand die ze raakt. Deze aanval moet opnieuw worden opgeladen nadat het gebruikt is.
Bom-verspreidingWanneer Samus haar charge beam heeft opgeladen en zich oprolt zullen er 5 bommetjes ontstaan die alle kanten op gaan. Met deze techniek is het makkelijker zoeken naar geheime gebieden.
Spring BomWanneer je op het juiste moment achter elkaar bommetjes plaats kan Samus op plekken komen waarvoor normaal high jump boots of de space jump voor nodig zijn.

### Voorwerpen
Vele voorwerpen uit de twee voorgaande Metroid-spellen zijn ook in dit spel terug te vinden, behalve de spider ball. In dit derde deel van Metroid zijn er ook veel voorwerpen bijgekomen.
Morphing ballDit voorwerp geeft Samus de mogelijkheid tot bal op te rollen en zo door nauwe gangetjes heen te rollen.
Spring ballDit voorwerp geeft Samus de mogelijkheid te springen wanneer ze in bal-vorm is.
High jump bootsVerdubbelt de springhoogte van Samus
Speed boosterDit geeft de mogelijkheid om sneller te rennen en door sommige muren heen te komen. Met behulp van de speed booster is het mogelijk de Shinespark techniek te doen, kijk hiervoor bij Speciale Technieken.
Space jumpHiermee kan Samus midden in de lucht springen en zo overal komen zonder te landen.
Grapple beamOok wel de hangstraal genoemd. Hiermee kan Samus aan speciale grapple blocks haken en zo over gebieden heen slingeren. Het kan ook gebruikt worden als (niet al te sterk) wapen, maar je kan er deuren mee openen!
X-ray visorHiermee kan Samus geheime gebieden ontdekken. Het nadeel is wel dat je niet kan bewegen wanneer je de X-ray visor gebruikt.

### Wapens
Power beamHet wapen waarmee Samus start. Het is een relatief zwak wapen, en tegen sommige vijanden gewoon niet te gebruiken. Gelukkig zijn er vijf upgrades voor dit wapen wat het een stuk sterker maakt. Het aantal kogels voor dit wapen is oneindig, net als voor alle upgrades.
Charge beamHiermee is het mogelijk om een veel krachtigere straal te maken dan een gewoon schot. Het is soms zelfs sterker dan raketten (alleen kan je er geen roze deuren mee openen)
Ice beamHiermee kan je vijanden bevriezen en ze gebruiken om er op te springen.
Wave beamHiermee kan je door muren heenschieten
Spazer beamMaakt de schoten groter en krachtiger en splitst ze in twee
Plasma beamHiermee wordt de kracht van je schot erg vergroot en je kan ermee door vijanden schieten
Hyper beamDeze kleurrijke straal krijg je pas aan het einde van het spel. Dit wapen is echt zo sterk dat echt elke vijand er in één schot van dood gaat.
RakettenRaketten worden gebruikt om roze deuren te openen en voor sommige vijanden die tegen een gewone beam aanval kunnen. Samus moet op een roze deur vijf raketten schieten voordat hij open gaat. Samus heeft in het begin van het spel nog geen raketten en verzamelt ze onderweg.
SuperrakettenDeze raketten zijn vijf keer zo sterk als gewone raketten. Hierdoor is het mogelijk om een roze deur in 1 schot te openen. Ook kan je hiermee groene deuren openen (wat met gewone raketten niet mogelijk is)
BommenDit is handig om blokken kapot te maken om zo verder te komen. Bommen kunnen ook gebruikt worden om vijanden mee te doden, maar dit is niet erg effectief.
SuperbommenHiermee kan je gele deuren openen, ook gaan alle met-bom-vernietigende-objecten kapot en ook alle niet al te sterke vijanden.
Screw attackWanneer Samus springt, verandert ze in een dodelijke cirkelzaag die echt elke vijand op haar pad letterlijk uit elkaar laat spatten.

## Vijanden

### Bazen
RidleyRidley is een draak die al verscheen in het originele Metroid spel op de NES. Ridley is een van de moeilijkste bazen in Super Metroid en is verantwoordelijk voor het bloedbad op Ceres Space Station en voor het ontvoeren van de Metroid Larve.
KraidKraid is ook al eerder verschenen in de originele Metroid. Z'n grootte is echter veranderd in Super Metroid. Kraid is net als Ridley een belangrijkere vijand van Samus. Kraid en Ridley behoren beide bij de Space Pirates. Voor het gevecht van Kraid is er een kleinere versie van hem, die te vergelijken valt met de Kraid-versie uit de originele Metroid,maar er zijn wel verschillen: in de originele Metroid is Kraid beige met een soort groen schild, hij heeft ook bijna geen poten in z'n buik, en hij blijft klein. Zodra je in de Boss-Room komt, komt Kraid tevoorschijn. Hij ziet er groter uit, maar het is nog niet z'n hele grootte. Zodra hij één keer geraakt is, zal het plafond wegvallen, en staat Kraid op om zo in volle grootte te staan. Kraid kan worden beschadigd door eerst op z'n gezicht te schieten, en zodra z'n mond open is, erin te schieten. Als Kraid verslagen is, krijg je de Varia Suit.
PhantoonPhantoon is het spook dat ronddwaalt op het [Wrecked Ship]. Op het eerste gezicht lijkt het Wrecked Ship een lege plaats, zonder energie of elektriciteit. Maar zodra Phantoon is verslagen gaat de stroom weer aan. Phantoon is een spook dat gebruikmaakt van blauwe vuurballen, en heeft de kracht om te verschijnen en verdwijnen.
DraygonDraygon is het monster dat huist in Maridia, de onderwaterwereld van Zebes. Draygon is op twee manieren te verslaan: met raketten, of door met je grapple beam in de elektriciteit uit de "turrets" te schieten.

## Platforms
| Jaar | Platform                                                   |
| ---- | ---------------------------------------------------------- |
| 1994 | SNES                                                       |
| 2007 | Virtual Console (Wii)                                      |
| 2013 | Virtual Console (Wii U)                                    |
| 2017 | Nintendo Classic Mini: Super Nintendo Entertainment System |

## Ontvangst
| Beoordeeld door     | Platform | Datum             | Score |
| ------------------- | -------- | ----------------- | ----- |
| GamePro (USA)       | SNES     | juni 1994         | 100%  |
| Video Game Den      | SNES     | 10 januari 2011   | 100%  |
| Nintendojo          | SNES     | 1996              | 99%   |
| PGNx Media          | SNES     | 12 mei 2002       | 98%   |
| Total!! UK Magazine | SNES     | 1994              | 94%   |
| Nintendo Land       | SNES     | 13 september 2003 | 92%   |
| Cubed3              | SNES     | 21 augustus 2007  | 90%   |
| Retrogaming History | SNES     | 29 september 2008 | 90%   |
| Gaming since 198x   | SNES     | 14 januari 2008   | 80%   |
| Interface           | SNES     | 1994              | 75%   |

## Trivia
- Het spel is opgenomen in het boek 1001 Video Games You Must Play Before You Die van Tony Mott.